# Amegilla caerulea
Amegilla caerulea là một loài Hymenoptera trong họ Apidae. Loài này được Friese mô tả khoa học năm 1905.